# Ketski jezik
Ketski jezik (ket, jenisejski ostjački, imbatski-ket; ISO 639-3: ket), jedan od dva jenisejska jezika kojim govore pripadnici etničke skupine Jenisejskih Ostjaka ili Keta u dolini gornjeg Jeniseja, Rusija. Danas u desetak sela: Sulomai, Farkovo, Maiduka, itd.
Etnička populacija iznosi 1.222 (2000.); stotinjak govornika. Jezično su im srodna bila u 19. stoljeću nestala plemena Arin, Assan i Kott.

## Vanjske poveznice
- Ethnologue (14th)
- Ethnologue (15th)
- [neaktivna poveznica]